# David Griffith (bobsleista)
David Griffith – brytyjski bobsleista, uczestnik igrzysk Olimpijskich.
Griffith reprezentował Wielką Brytanię na II Zimowych Igrzyskach Olimpijskich w Sankt Moritz w 1928 roku. Wystartował tam w konkurencji męskich czwórek/piątek. Był członkiem załogi GREAT BRITAIN I, w skład której wchodzili także kapitan George Pim, Frederick Browning, Guy Tracey i Thomas Warner. W pierwszym ze ślizgów pierwsza z brytyjskich ekip zajęła czwarte miejsce z czasie 1:40,6. Drugi ślizg poszedł jej gorzej – z czasem 1:45,7 zajęła piętnaste miejsce. W klasyfikacji końcowej załoga zajęła dziesiąte miejsce z łącznym czasem 3:26,3.